# Röåforsarnas naturreservat
Röåforsarnas naturreservat är ett naturreservat i Sollefteå kommun i Västernorrlands län.
Området är naturskyddat sedan 2020 och är 39 hektar stort. Reservatet ligger sydväst om Junsele och består av nedre loppet av Röån med omgivande skog.